# Какво се случва със семейството ми? (теленовела)
Какво се случва със семейството ми? (на испански: ¿Qué le pasa a mi familia?) е предстояща мексиканска теленовела, режисирана от Аурелио Авила, Бони Картас и Асела Робинсън, в нейния режисьорски дебют, и продуцирана от Хуан Осорио за Телевиса през 2021 г. Версията, написана от Пабло Ферер Гарсия-Травеси и Сантяго Пинеда Алиседа, е базирана на едноименния южнокорейски сериал от 2014 г., създаден от Кан Ън-кюнг.
В главните роли са Диана Брачо, Сесар Евора, Ева Седеньо, Мане де ла Пара и Гонсало Пеня, който по-късно е заменен от Фернандо Нориега, а в отрицателните роли са Шерлин Гонсалес, Рене Касадос и Габриела Платас. Специално участие вземат Хулиан Хил, Хулио Брачо, Лисет Морелос, Уенди де лос Кобос, Паулина Матос, Глория Аура и първият актьор Рафаел Инклан.

## Сюжет
Рехина Руеда е жена с ясни цели, която притежава силата, за да ги постигне. Тя е асистентка на президента на голяма компания за облекло и обувки. Поради сантиментален провал тя не вярва в любовта. Патрисио Итурбиде е директор на една от най-важните модни компании в Мексико. След като се запознава с Рехина, в живота на Патрисио настъпва голям обрат, изживявайки любовна история с нея. По същия начин, когато доня Лус, вдовица с три деца, е диагностицирана с рак, тя решава да предприеме крайни мерки, за да събере своите пораснали деца и да им даде урок. Погълнати от работата и личните си амбиции, те са се дистанцирали от майка си и искат да наследят дома и ресторанта, докато е жива. Тя, която знае, че няма много време, ги обработва, за да ги принуди да се променят и да им остави най-доброто наследство, което една майка може да им даде: съюзът между братя и сестри.

## Актьори
- Мане де ла Пара – Патрисио Итурбиде
- Ева Седеньо – Рехина Руеда
- Хулиан Хил – Карлос Итурбиде
- Диана Брачо – Лус Руеда
- Рене Касадос – Венсеслао Руеда
- Сесар Евора – Хесус Рохас
- Гонсало Пеня – Мариано Руеда (#1)
- Фернандо Нориега – Мариано Руеда (#2)
- Уенди де лос Кобос – Алфонсина Торес
- Глория Аура – Федерика Торес
- Паулина Матос – Констанса Астудио Аная
- Хулио Брачо – Естебан Астудио
- Габриела Платас – Виолета Аная де Астудио
- Емилио Осорио – Едуардо Руеда Торес
- Маурисио Абад – Алан Барба дел Олмо
- Никол Чавес
- Даниела Ордас Кастро – Марисол
- Лисет Морелос – Офелия дел Олмо
- Беатрис Морайра – Росалба
- Хуан Мартин Хауреги – Иван Гарсия
- Клаудия Арсе – Салма
- Шерлин Гонсалес

## Премиера
Премиерата на Какво се случва със семейството ми? е на 22 февруари 2021 г. по Las Estrellas. Последният 102. епизод е излъчен на 11 юли 2021 г.

## Продукция
Теленовелата е представена по време на виртуалното представяне на телевизионния сезон 2020-21 на Унивисион. Снимките на теленовелата започват на 9 ноември 2020 г. в град Гуанахуато. С продукцията се бележи режисьорският дебют на актрисата Асела Робинсън.
По време на снимките на различни локации в Гуанахуато продукцията е възпрепятствана от редица усложнения поради пандемията на COVID-19 в Мексико и престъпността в щата. Минимални случаи на заразяване с COVID-19 се появяват в екипа, продуцентът Хуан Осорио и синът му Емилио, който е един от героите, също са засегнати. На 20 ноември 2020 г. Карлос Алберто (с псевдоним Ел Чаро), представящ се за част от техническия екип, успява да открадне куфар с пари и лични документи. Режисьорът Асела Робинсън идентифицира престъпника, който е задържан от полицията пет дни по-късно.
На 1 септември 2020 г. е потвърдено, че Хосе Рон и Ариадне Диас ще изпълняват главните роли. На 23 септември 2020 г. обаче Хосе Рон обявява, че няма да участва в теленовелата. На 16 октомври 2020 г. Ариадне Диас също съобщава, че няма да участва в теленовелата заради други ангажименти. Предложения имат Елисабет Алварес и Карол Севиля, но и двете ги отхвърлят. На 19 октомври 2020 г. е обявено, че Мане де ла Пара и Ева Седеньо ще изиграят главните персонажи в теленовелата, като тогава е потвърдена и останалата част от актьорския състав.

## Прием
| Година | Излъчване              | Брой епизоди | Премиера         | Премиера | Финал       | Финал   |
| Година | Излъчване              | Брой епизоди | Дата             | Рейтинг  | Дата        | Рейтинг |
| ------ | ---------------------- | ------------ | ---------------- | -------- | ----------- | ------- |
| 2021   | понеделник-петък 20:30 | 102          | 22 февруари 2021 | 3.0      | 11 юли 2021 | 3.8     |